# Lompenkever
De Lompenkever (Trox sabulosus) is een keversoort uit de familie van de beenderknagers (Trogidae). De wetenschappelijke naam van de soort is gepubliceerd in 1758 door Linnaeus in de tiende editie van Systema naturae.